# Alice Evans (Schauspielerin)

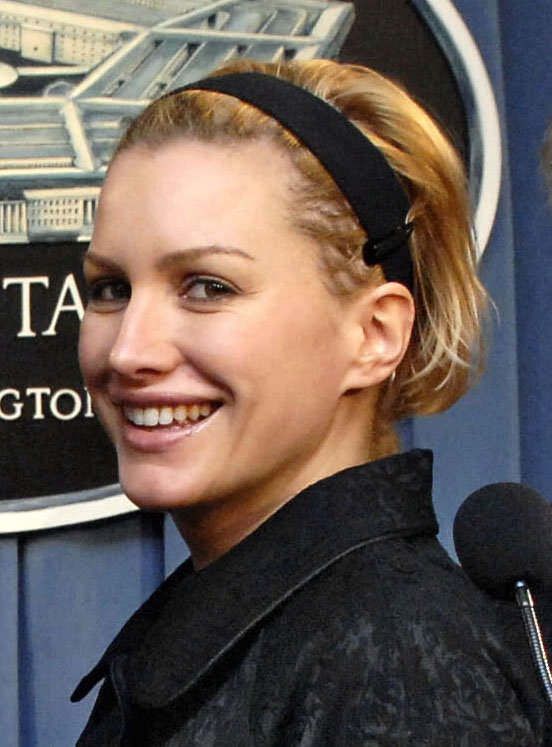
Alice Evans (2006)

Alice Jane Evans (* 2. August 1968 in Summit (New Jersey), Vereinigte Staaten) ist eine britisch-amerikanische Schauspielerin.

## Karriere
Evans studierte am University College London Französisch und Italienisch. Nach dem Abschluss dort zog sie nach Paris und besuchte den Cours Florent.
Ihre Schauspielarbeit begann sie in französischen und italienischen Fernsehserien und Filmen. Ihr erster Film, den sie in ihrer englischen Muttersprache drehte, war 2000 102 Dalmatiner, wo sie an der Seite von Glenn Close und Gérard Depardieu agierte.

## Persönliches
Ihre erste Beziehung hatte sie mit Olivier Widmaier Picasso, dem Enkel von Pablo Picasso. Mit ihm lebte sie acht Jahre in Paris.
2000 lernte sie am Set von 102 Dalmatiner den walisischen Schauspieler Ioan Gruffudd kennen. Die beiden heirateten 2007 in Mexiko. 2009 wurden die beiden Eltern einer Tochter. Im September 2013 kam ihre zweite Tochter zur Welt. Die Familie lebte in Los Angeles, 2021 hat Ioan Gruffudd die Scheidung eingereicht.

## Filmografie
- 1996: Strangers (Fernsehserie, Folge Crash)
- 1996–1999: Elisa top modèle (Fernsehserie, 22 Folgen)
- 1997: Highlander (Fernsehserie, Folge 6x05)
- 1998: Le ragazze di Piazza di Spagna (Fernsehserie)
- 1998: The Last Secret (Rewind)
- 1998: Au coeur de la loi (Fernsehserie, eine Folge)
- 1998: H (Fernsehserie, Folge Une belle maman)
- 1999: Monsieur Naphtali
- 1999: Mauvaise passe
- 1999: Une pour toutes
- 2000: 102 Dalmatiner (102 Dalmatians)
- 2001: Best of Both Worlds (Fernsehserie)
- 2002: The Abduction Club – Entführer & Gentlemen (The Abduction Club)
- 2002: Ma femme s’appelle Maurice
- 2003: Hard Labour (Kurzfilm)
- 2003: Blackball
- 2003: CSI: Miami (Fernsehserie, Folge 2x09)
- 2003: Blue Dove (Miniserie)
- 2003–2004: The Chris Isaak Show (Fernsehserie, 4 Folgen)
- 2004: Fascination
- 2005: Four Corners of Suburbia
- 2006: Hollywood Dreams
- 2006: Mayo (Fernsehserie, Folge 1x06)
- 2006: The Christmas Card (Fernsehfilm)
- 2007: Save Angel Hope
- 2007: Dangerous Parking
- 2007: Who You Know (Kurzfilm)
- 2007: Lass es, Larry! (Curb Your Enthusiasm, Fernsehserie, Folge 6x05)
- 2008: Agent Crush
- 2009: Reunion
- 2009: Lost (Fernsehserie, Folgen 5x14–5x16)
- 2010: The Mentalist (Fernsehserie, Folge 2x22)
- 2010: Capture Anthologies: Love, Lust and Tragedy
- 2010–2011: Brothers & Sisters (Fernsehserie, 2 Folgen)
- 2011: American Dad (American Dad!, Fernsehserie, Folge 6x17, Stimme)
- 2011–2012: Vampire Diaries (The Vampire Diaries, Fernsehserie, 6 Folgen)
- 2012: Grimm (Fernsehserie, Folge 2x06)
- 2013: Liars All
- 2014–2015: The Originals (Fernsehserie, 3 Folgen)